# Вінсент Корда
Вінсент Корда (англ. Vincent Korda, справжнє ім'я Келлнер; 22 червня 1896 — 4 січня 1979) — британський художник кіно угорського походження.
Народився у місті Туркеве в Австро-Угорщині. Брат кінорежисерів Александра і Золтана Корди. Успішно працював у кіно, часто співробітничав зі своїми братами («Леді Гамільтон», 1941; «Книга джунглів», 1942).
У 1941 році за оформлення фільму Багдадський злодій (1940) був удостоєний премії Оскар. Номінувався на премію також за роботи у фільмах «Леді Гамільтон» (1942), «Книга джунглів» (1943) та «Найдовший день» (1963).

## Обрана фільмографія
- 1931 — «Маріус» / Marius
- 1934 — «Приватне життя Дон Жуана» / The Private Life of Don Juan — художник-декоратор
- 1934 — «Яскраво-червоний первоцвіт» / The Scarlet Pimpernel — художник-декоратор
- 1939 — «Шпигун у чорному» / The Spy in Black
- 1939 — «Чотири пера» / The Four Feathers
- 1940 — «Багдадський злодій» / The Thief of Bagdad
- 1940 — «21 день» / 21 Days Together
- 1941 — «Майор Барбара» / Major Barbara
- 1941 — «Леді Гамільтон» / That Hamilton Woman
- 1942 — «Бути чи не бути» / To Be or Not to Be
- 1942 — «Книга джунглів» / Jungle Book
- 1955 — «Влітку» / Summertime
- 1955 — «Шторм над Нілом» / Storm Over the Nile
- 1962 — «Найдовший день» / The Longest Day